# Суранаш
Суранаш (рос. Суранаш) — село Турочацького району, Республіка Алтай Росії. Входить до складу Курмач-Байгольського сільського поселення.
Населення — 33 особи (2015 рік).